# Grün-Weiß Steinbach-Hallenberg
Der FSV Grün-Weiß Steinbach-Hallenberg war ein deutscher Fußballverein aus Steinbach-Hallenberg im Landkreis Schmalkalden-Meiningen. Der Verein stand in der Tradition der BSG Motor Steinbach-Hallenberg. Heimstätte des Clubs war der Sportplatz am Köpfchen.

## Verein

Historisches Logo der BSG Motor

Grün-Weiß Steinbach-Hallenberg wurde 1945 unter der Bezeichnung SG Steinbach-Hallenberg gegründet. Die lose Sportgruppe fuhr im Jahr 1948 die Meisterschaft im Kreis Schmalkalden ein und stieg in die Landesliga Thüringen der SBZ auf. Die damals höchste Spielklasse hielt die Sportgemeinschaft zunächst eine Spielzeit, stieg in der Folgesaison mit lediglich vier Saisonpunkten wieder ab.
Ab 1950 trat die SG mit Unterstützung des Trägerbetriebes als BSG Motor Steinbach-Hallenberg an. Motor Steinbach-Hallenberg agierte bis in die sechziger Jahre stets nur unterklassig, stieg in der Saison 1962/63 aber erstmals in die damals drittklassige Fußball-Bezirksliga Suhl auf. Die höchste Spielklasse des Bezirkes Suhl hielt die Mannschaft vom Rennsteig mit kurzzeitigen Unterbrechungen bis 1990. Beste Platzierungen erreichte Motor Steinbach-Hallenberg in den Jahren 1972 und 1980 mit jeweils dritten Plätzen, um den Aufstieg zur DDR-Liga spielte die BSG hinter Motor Oberlind, Vorwärts Bad Salzungen sowie Motor Steinach jedoch keine Rolle.
Nach der Wende gewann Motor Steinbach-Hallenberg erstmals die Suhler Bezirksliga und stieg in die neu gegründete Thüringenliga auf, aus welcher der inzwischen in Grün-Weiß Steinbach-Hallenberg umbenannte Club gemeinsam mit BSG Kali Werra Tiefenort nach nur einer Spielzeit postwendend abstieg. 
In der Folgezeit war der Club nur noch im südthüringischen Lokalfußball aktiv. Die erste Mannschaft, die seit 2010 in einer Spielgemeinschaft mit dem SV Blau-Weiß Herges-Hallenberg unter der Bezeichnung „SG Steinbach/Herges-Hallenberg“ antritt, sicherte sich am letzten Spieltag der Saison 2010/11 in der Regionalklasse Staffel 8 die Meisterschaft und stieg damit in die siebtklassige Landesklasse Süd auf.
Anfang 2015 fusionierte der FSV Grün-Weiß Steinbach-Hallenberg mit dem SV Blau-Weiß Herges-Hallenberg zum Fußballclub Steinbach-Hallenberg.

## Statistik
- Teilnahme LL Thüringen (SBZ): 1948/49, 1949/50
- Teilnahme Bezirksliga Suhl: 1963/64 bis 1965/66, 1970/71 bis 1982/83, 1984/85 bis 1989/90
- Teilnahme Thüringenliga: 1991/92

## Personen
- Norman Loose
- Siegmar Menz
- Jürgen Werner